# Charlotte Whitton
 (octobre 2013).
Si vous disposez d'ouvrages ou d'articles de référence ou si vous connaissez des sites web de qualité traitant du thème abordé ici, merci de compléter l'article en donnant les références utiles à sa vérifiabilité et en les liant à la section « Notes et références ».
Charlotte Whitton (8 mars 1896 - 25 janvier 1975) est une femme politique canadienne. Elle fut mairesse d'Ottawa à deux reprises.

## Biographie
Charlotte Whitton est née le 8 mars 1896 à Renfrew en Ontario (Canada). Fille de John Edward Whitton et d’Elizabeth Langin, elle vécut la majeure partie de son enfance avec sa mère et sa grand-mère maternelle, son père étant souvent trop occupé par son travail.
Elle fit de brillantes études, tout d'abord au Refrew Collegiate Institute puis, malgré ses origines ouvrières, elle réussit à entrer à l'Université Queen's en 1914, alors que, à l’époque, très peu de jeunes femmes pouvaient y mettre les pieds. Elle étudia notamment l'anglais, l'histoire et la philosophie. Elle fut, de plus, la première femme à être éditée dans le Queen’s Journal, le journal des étudiants, et parvint même à rejoindre l’équipe de hockey sur glace de l'université.
En 1918, après avoir quitté l’université, elle fut engagée au Social Service Council of Canada (SSCC) à Toronto. En 1922, elle quitta le SSCC pour devenir la secrétaire privée de Thomas Law, alors ministre du commerce. En 1926, elle devint le premier directeur féminin du Conseil canadien pour la sauvegarde de l’enfance jusqu’en 1941, pour ensuite se consacrer à un travail indépendant dans différents domaines. Elle lut, étudia et écrivit pendant plusieurs années.
En 1950, elle devint le City Controller d'Ottawa. Le 27 août 1951, le maire d’Ottawa, Grenville Goodwin, mourut soudainement de deux attaques cardiaques à quelques heures d’intervalle. Whitton devint immédiatement le nouveau maire, et fut ainsi la première femme à diriger une grande ville canadienne.
Bien que très conservatrice et francophobe notoire, elle était aussi très féministe, et avait un certain courage dans ses opinions, jusqu’à avoir de nombreuses altercations avec ses collègues masculins. Elle était connue pour sa pugnacité et ses citations frappantes. Elle fut réélue en 1952, 1954, 1960 et 1962, et eut l’occasion de passer au jeu télévisé What’s my line ?. Elle accueillit chaleureusement la reine Elizabeth lors de sa visite à Ottawa en juin 1964.
Elle perdit les élections de 1964. Ses adversaires crurent enfin ne plus avoir à s’occuper d’elle, mais elle devint encore plus célèbre qu’auparavant. Entre 1965 et 1966, on lui dédia même un jeu télévisé, Dear Charlotte. En 1966, elle retourna à la vie politique, et acquit une place dans la cité jusqu’à sa retraite en 1972. Elle mourut le 25 janvier 1975 à l'âge de 78 ans.

## Citations
Charlotte Whitton est aussi et surtout connue pour ses citations. En voici quelques-unes :
- « Quoi qu'elle fasse, une femme doit toujours travailler deux fois plus qu’un homme pour être aussi reconnue. Heureusement, ce n’est pas difficile ! »
- « Tourne ton visage vers le soleil et les ombres tomberont derrière toi. »
- « Nos réussites sont déterminées par notre manière de faire face à l'échec. »
- « Nous avons tous des capacités. Ce qui nous différencie est la manière dont nous les utilisons. »

## Sources
- Patricia T. Rooke, Rodolph Leslie Schnell, No bleeding heart: Charlotte Whitton a feminist on the right, University of British Columbia Press, 1987